# Arrancapins
|  | Aquest article tracta sobre el barri de València. Si cerqueu el personatge mitològic, vegeu «Arrancapins (personatge de ficció)». |

Arrancapins és un barri de la ciutat de València situat al districte d'Extramurs, al sud-oest de la Ciutat Vella.
De forma quasi rectangular, està situat entre les grans vies de Ferran el Catòlic i Ramón y Cajal al nord-est, i les avingudes de Pérez Galdós i de Giorgeta al sud-oest, que formen part de la ronda de Trànsits de la ciutat. El límit nord-oest, el marquen els carrers de l'Erudit Orellana i d'Àngel Guimerà, mentre que el límit sud-est el marquen les vies de vies de ferrocarril procedents de l'estació del Nord.
La seua població el 2009 era de 23.347 habitants, i limita amb els barris de La Petxina i El Botànic al nord, La Roqueta al nord-est, Russafa (del districte de L'Eixample) a l'est creuant les vies de tren, La Raïosa (del districte de Jesús) al sud, Patraix (del districte homònim) al sud-oest, i Nou Moles (del districte de L'Olivereta) a l'oest.
Alguns dels carrers principals del barri són el carrer de Sant Vicent Màrtir, el carrer de Jesús, el carrer de Conca, el carrer del Bon Orde, el carrer d'Alberic, del Pintor Benedito, de Sant Francesc de Borja, de Sant Josep de Calassanç i la plaça de Bisbe Amigó.

## Nom
El nom del barri d'Arrancapins prové de la mitologia valenciana, concretament d'un dels cinc gegants de la colla del Rei Barbut de Castelló (el més conegut dels quals és Tombatossals), que participa en la Festa del Corpus Christi de València. Aquests gegants mitològics podien carregar grans pedres i arrancar pins d'arrel.

## Història

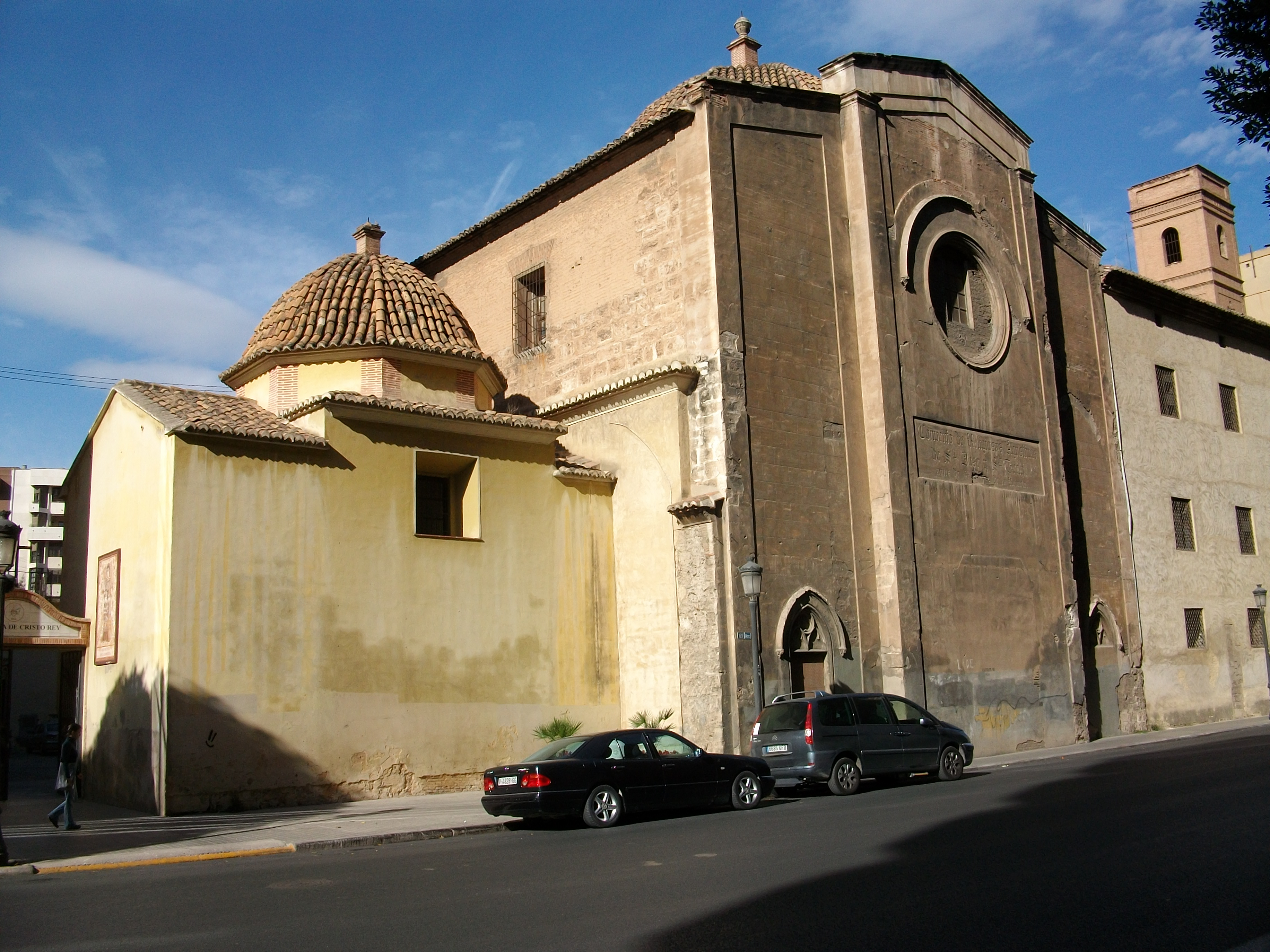
Església de Sant Vicent de la Roqueta.

Aquesta zona exterior a la Ciutat Vella i, per tant, d'extramurs a la muralla, durant la invasió del Primer Imperi francès els primers anys del segle xix en la Guerra de la Independència, era poblada no sols per camps d'horta sinó també per terres de secà amb cultius de cereals, oliveres, garroferes i pinars. Conta la llegenda que els valencians, per impedir el setge francès a la ciutat, van enderrocar llocs estratègics des d'on l'exèrcit invasor no poguera fer-se fort, i un d'aquests llocs van ser els pins que poblaven el barri, encara que popularment es va dir que els va arrancar el gegant Arrancapins.
Antics camins com el camí vell de Torrent o el camí vell de Picassent partien des d'aquestes terres en direcció als pobles del sud i sud-oest, com els actuals barris de Patraix i de Jesús, a més del carrer de Sant Vicent Màrtir a l'est del barri, que correspon al traçat de l'antiga via Augusta romana que eixia en direcció sud de la ciutat de Valentia.
Vora aquest camí es troba el monestir i església de Sant Vicent de la Roqueta, lloc de culte des del segle iv del màrtir sant Vicent.
Durant la construcció de l'eixample de la ciutat i de les grans vies després de l'enderrocament de la muralla medieval el 1867, al barri es va ubicar el mercat d'Abastos, traient així el trànsit de mercaderies del nucli urbà de la ciutat.

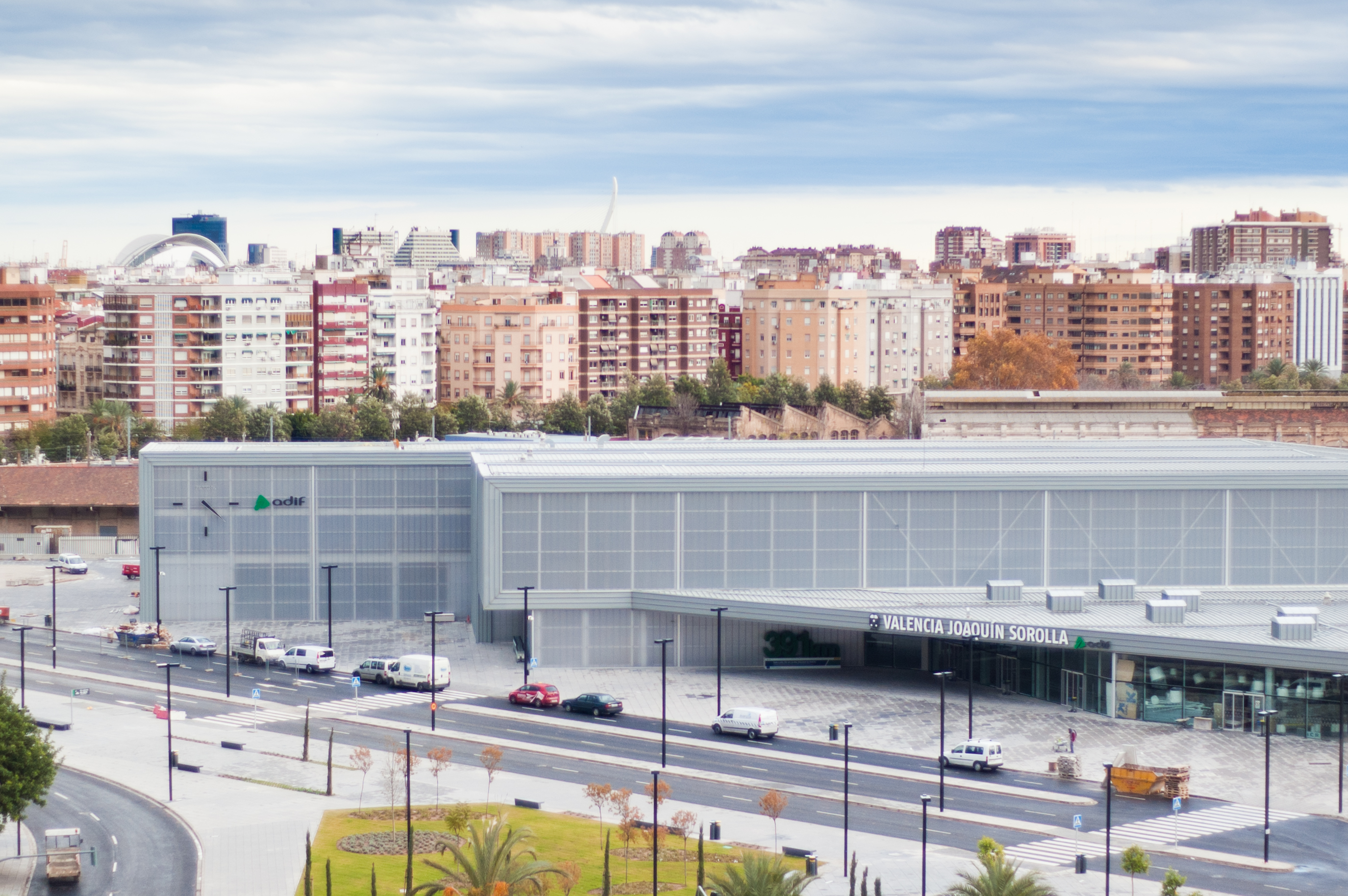
Estació de València-Joaquim Sorolla de l'AVE

## Elements importants
L'any 2010 es va inaugurar a l'encreuament del carrer de Sant Vicent Màrtir i el carrer del Mestre Sosa l'estació d'Adif de València-Joaquim Sorolla (València-JS), que acull l'arribada del tren d'alta velocitat de l'AVE de la línia Madrid-València, a més de les línies de llarga distància.
Al mateix carrer, es troba l'església i monestir de Sant Vicent de la Roqueta, just al costat de la plaça d'Espanya.
Al carrer de Jesús trobem la finca Roja, i entre els carrers d'Alberic i del Bon Orde es troba el complex del vell mercat d'Abastos, rehabilitat actualment com a complex esportiu, centre educatiu i comissaria.

## Transports
El barri disposa de les estacions de metro d'Àngel Guimerà al nord, estació de correspondència entre les línies 1, 3 i 5, de plaça d'Espanya (línia 1) al nord-est, i de Joaquim Sorolla-Jesús (línies 1 i 5) al sud.